# Friedrich Karl Barth
Friedrich Karl Barth (* 7. Februar 1938 in Kassel) ist ein deutscher Geistlicher. Er war ab 1966 Pfarrer in Bad Hersfeld, danach ab 1971 Leiter der Beratungsstelle für die Gestaltung von Gottesdiensten in Frankfurt am Main. Von 1990 bis 1997 war er Kur- und Gemeindepfarrer in Bad Wildungen. Barth verfasste viele Texte Neuer geistlicher Lieder. Er arbeitete unter anderem mit Peter Horst, Peter Janssens, Uwe Seidel, Reiner Weiß und Reinhard Wolf zusammen. Er war Mitglied der Präsidialversammlung des DEKT, der AGOK und AGOFF (1973 bis 1989), der Oekumenischen Textautoren- und Komponisten-Gruppe der Werkgemeinschaft Musik e. V. und der AG Musik in der Evangelischen Jugend e. V., heute Textautoren- und Komponistengruppe TAKT. Auf seine Idee geht der Kirchentagshocker zurück.

## Werke (Auswahl)
Bücher
- Gottesdienst menschlich 1 + 2. Mit Gerhard Grenz und Peter Horst. Jugenddienst, Wuppertal 1973/80, spätere Auflagen: Hammer, Wuppertal 2001, ISBN 3-87294-414-2.
- Autor und Herausgeber der Materialhefte der Beratungsstelle für Gestaltung Heft 1 bis 58.
- Liturgische Nacht. Hg. Jugenddienst.
- als Herausgeber: Liturgieentwürfe für das Kirchenjahr, verfasst vom Liturgischen Arbeitskreis II der Evangelischen Kirche in Hessen und Nassau. 4. Auflage. Spener Verlag, Frankfurt am Main 1995, ISBN 3-930206-27-7.
- Himbeermarmelade. Hammer, Wuppertal 2003, ISBN 3-87294-927-6.
- Flügel im Augenblick. Strube, München 2009, ISBN 978-3-89912-126-1.

Lieder (in Auswahl)
- Kind, du bist uns anvertraut (1973, gemeinsam mit Peter Horst; EG 591 Baden, 577 Hessen, 566 Nordelbien, 576 Thüringen/Bayern, 582 Württ., MG 156)
- Spielt nicht mehr die Rolle (1975; Musik: Peter Janssens)
- Brich mit dem Hungrigen dein Brot (1977; Musik: Peter Janssens, EG 420, MG 471).
- Selig seid ihr (1979, gemeinsam mit Peter Horst; Musik: Peter Janssens, EG 667 Baden, 599 Hessen, 613 Nordelbien, 636 Österreich, 644 Thüringen/Bayern, 651 Württ., GL 458, MG 469)
- Uns allen blüht der Tod – ein Musikspiel (1979; Musik: Peter Janssens)
- Jesus Brot, Jesus Wein (1979, Musik: Peter Janssens, MG 167)
- Wir gehen unsre Wege (1981; Musik: Christoph Lehmann)
- Wir strecken uns nach dir (1985; EG 642 Bayern, MG 65)
- Warum weint Hanna (1986; Musik: Nis-Edwin List-Petersen; DEKT 1989)
- Erleuchte und bewege uns (1987, Musik: Peter Janssens, MG 139)
- In Gottes Namen wolln wir finden (1998; Musik: Peter Janssens)
- Am Ende seiner Wege (MG 281)
- In deinen Augen kann ich schöner werden als ich bin … (mit Peter Horst) Musik PeterJanssens
- Meinen schweren Kopf in einen leichten Schoss zu betten … (mit Peter Horst) Musik: Peter Janssens